# Athanagild
Athanagild († 567 in Toledo) war König der Westgoten von 551 bzw. 555 bis 567.
Athanagild unternahm von Sevilla aus einen erfolgreichen Aufstand gegen seinen Vorgänger, König Agila I. Dabei erbat und erhielt er Hilfe von oströmischen Truppen; Kaiser Justinian schickte 551/552 eine Flotte, um die Küste überwachen zu lassen. Agila wurde 555 von seinen eigenen Leuten ermordet. So wurde Athanagild 555 (offiziell 551, seit dem Beginn seines Aufstands) König der Westgoten. Aber die Häfen und Küstenbefestigungen, die im Namen Athanagilds eingenommen worden waren, wurden von den byzantinischen Verbündeten nur zögerlich übergeben. Athanagild war in der Lage einige Städte zurückzuerlangen. Er wurde aber gezwungen, einen großen Teil der Provinz Baetica (Andalusien) an einen byzantinischen Statthalter abzutreten, den angesehenen, aber schon etwa achtzigjährigen Senator Liberius. Dieser hatte bereits versucht, die inneren Probleme der Westgoten auszunutzen, um den byzantinischen Herrschaftsbereich zu vergrößern.
Athanagild bemühte sich, seine oströmischen Alliierten zu vertreiben, war aber erfolglos. Er hatte zur Einrichtung einer byzantinischen Enklave namens Spania im Süden Spaniens eingeladen, die für die nächsten siebzig Jahre Bestand haben sollte. Die Beständigkeit der byzantinischen Herrschaft wurde vermutlich auch durch die Unterstützung der romanischen Bevölkerung ermöglicht. Über diese westliche Erweiterung der byzantinischen Herrschaft ist nur wenig bekannt, da die oströmische Geschichtsschreibung ihr kaum Aufmerksamkeit schenkte. Das Gebiet umfasste große Teile der einstigen römischen Provinz Baetica und den äußersten Süden der einstigen Provinz Tarraconensis. Dazu gehörten die Städte Carthago Nova (Cartagena), Corduba (Córdoba) und Assionia.
Obgleich er während seiner gesamten Herrschaft die Byzantiner, die Franken und die Sueben bekämpfen musste und in den Pyrenäen von den Basken bedrängt wurde, stärkte Athanagild sein Königreich im Innern, indem er die Katholiken beschwichtigte, die von seinen arianischen Vorgängern unterdrückt worden waren. Als sich der König der Sueben 560 für den Katholizismus entschied, isolierte das die Westgoten, deren Königshaus und Adel weiterhin dem Arianismus anhingen.
Der 531 von Athanagild begründete Herrschaftssitz in Toledo wurde nach Athanagilds Krönung 555 bzw. 551 Königshof und war berühmt für seine Pracht.
Athanagild war verheiratet mit Goswintha. Mit ihr wurde er der Vater der fränkischen Königinnen Brunichild und der tragisch ermordeten Gailswintha. 
Athanagild starb friedlich. Nach seinem Tod begann eine monatelange königslose Zeit. Schließlich wurde Liuva I. erhoben, der seinen Bruder Leovigild zum Mitregenten machte.